# 陈汝錡
陳汝錡（?—?），字伯容。高安人。
貢生出身，嘉靖年間，官建陽縣訓導。陳汝錡是王安石同鄉，他十分讚賞王安石變法，他以為如果保甲法不廢，就不會導致靖康之變，曰：“保甲不廢，則訓練以時”，“而人皆敵愾，縱胡馬南嘶，亦何至掉臂行數千里，無一城一壘攖其鋒者”，他在《司馬光論》指出：“激靖康之禍者實君實也”（靖康之禍實在是司馬光造成的）。著有《甘露園短書》等。